# Большой Басег
Большой Басег  — река в Губахинском муниципальном округе Пермского края, приток Усьвы. Впадает в Усьву слева в 154 км от её устья. Длина реки 27 км. Истоки на территории заповедника «Басеги», западнее понижения рельефа между горой Средний Басег и горным массивом Южные Басеги. От истока течёт по горному рельефу на запад, часто меняя направление на отдельных участках. Скорость течения 0,8 м/с. Ширина реки в нижнем течении 15 метров. Высота устья 253,2 м над уровнем моря.

## Данные водного реестра
По данным государственного водного реестра России, река относится к Камскому бассейновому округу, бассейн реки Кама, подбассейн — Кама до Куйбышевского водохранилища (без бассейнов рек Белой и Вятки), водохозяйственный участок реки — Чусовая от в/п пгт. Кын до устья. Код объекта в государственном водном реестре — 10010100712111100011467.